# Villa Bigazzi
L'ex Villa Bigazzi si trova in via de' Cioli 90/96 a Settignano (Firenze).

## Storia e descrizione
Si suppone che la villa fosse un convento, sorto nella località detta Prugnano, dalla seconda metà del Cinquecento questo complesso fu adibito a casa colonica. Come tale fu venduta (1591) dai Giovannozzi (i proprietari originari) ad Ottavio Peroni, di professione notaio. Il figlio di questi, Vincenzo, la trasformò , tra il 1620 ed il 1670, in una grande villa che assunse il nome di Bancozzo o Pancozzo. 
La villa era costituita da un grande ingresso e diciotto stanze, con annessa una serra, una limonaia e una cappella (dedicata a san Francesco di Paola, nel 1656, saltuariamente officiata), con tanto di sagrestia. 
Questo ampio complesso nel 1671 passò ai Del Campana, poi ai Casserecci (1791), quindi ai Ronti (1813) e infine ai Bigazzi (1851), dai quali questo complesso di edifici prende il nome. I Bigazzi s'interessarono al complesso esclusivamente come centro agricolo, mentre la villa fu totalmente trascurata e per questo divisa (1872) in vari appartamenti che, man mano li vendettero a privati.

### La cappella
Costruita, con la vicina sagrestia nel 1656 per volere di Vincenzo di Ottavio Peroni, divenuta in seguito parte integrante dell'edificio colonico, la cappella è dedicata a San Francesco di Paola e oggi è saltuariamente officiata.
Essa si affaccia lungo la strada con un elegante prospetto, dalle sobrie linee sottolineate da mosti in pietra.
Presenta una volta a botte ed è affrescata da finte architetture; in fondo, sull'altare, si conserva una tavola raffigurante la Madonna col Bambino, della scuola del Cigoli. Sulla contro facciata si trovano affreschi dedicati alla vita del santo. Infine vanno menzionati una lapide, sulla quale è inciso lo stemma dei Peroni, una Crocifissione e una statua in ceramica policroma rappresentante la Vergine Maria.